# Линдзи Уей
Линдзи Анн Уей (на английски: Lindsey Ann Way) е басистка в групата „Mindless Self Indulgence“ и също така се занимава с изкуство като художничка. Известна е със сценичното си име Lyn-Z.

## Ранни години
Линдзи Уей е родена на 21 май 1976 г. в Шотландия, с бащиното име Балато. На петгодишна възраст се мести в Ледиард, Кънектикът. На 17 напуска семейтвото си и се мести в Ню Йорк, Бруклин, където посещава Института „Прат“ за изучаване на изобразителното изкуство и илюстрацията. След това работи като художник и подпомага художника Рон Инглиш. Нейните рисунки са включени в няколко изложби.

## Музикална кариера
Преди да се присъедии към „Mindless Self Indulgence“, Линдзи свири в пънк кавър групата Beg Yer Parton на Доли Партън.
В края на 2001 г. Линдзи се явява на прослушване за „Mindless Self Indulgence“, след като басистката им Ванеса напуска. Въпреки че не се представя добре, след като свири само от няколко седмици, е приета, след като запалва огън докато изпълнява една от песните (Tornado). Линдзи е известна с активното си присъствие. Тя е енергична на сцената, пуска се в тълпата по време на концертите и прави мост докато свири на баса си. Сценичното ѝ облекло е училищна униформа.
Заедно с Джордън Хейли правят обложката за албума на MSI „You'll Rebel To Anything“.

## Изкуство
На 13 ноември 2010 г. Линдзи представя изложбата си „HUSH“ в Dark Dark Science Gallery, заедно с приятелката ѝ Джесика. Декември, същата година стартира сайта ѝ LindseyWay.com, включващ изложбата.
През 2013 г. и лятото на 2017 г. Линдзи също така представя още изложби. Занимава се и с благотворителни цели.

## Личен живот
През 2003 г. групата „My Chemical Romance“ подгрява „Mindless Self Indulgence“. Там Линдзи и Джерард Уей (вокалиста) се запознават. През 2007 г. по време на турнето „Projekt Revolution“ се срещат отново. Двамата сключват брак на 3 септември, същата година, зад кулисите на последното шоу от турнето. И двамата споделят, че са се открили в най-неочаквания за тях момент.
През 2008 г. двойката съобщава, че чака дете. На 27 май 2009 г. Линдзи ражда момиче – Бандит Ли Уей. Живеят в Лос Анджелис, Калифорния с двете им котки и две катерички.

## Дискография
- Despierta Los Niños (2003)
- You'll Rebel to Anything (2005)
- Another Mindless Rip Off (2006)
- If (2008)
- <3 (2010)
- How I Learned to Stop Giving a Shit and Love Mindless Self Indulgence (2013)